# Cerkiew św. Tatiany w Moskwie
Cerkiew św. Tatiany – prawosławna cerkiew w Moskwie, w strukturach dekanatu centralnego eparchii moskiewskiej miejskiej Rosyjskiego Kościoła Prawosławnego. Świątynia akademicka przy Uniwersytecie Moskiewskim. 

## Historia
W 1791 w jednym ze skrzydeł budynku akademickiego przy ul. Mochowej w Moskwie utworzona została cerkiew św. Tatiany, przeznaczona dla studentów, wykładowców i innych pracowników uczelni. Świątynia została poświęcona w tym samym roku przez metropolitę moskiewskiego Platona. W 1812 uległa całkowitemu zniszczeniu w czasie pożaru Moskwy (podobnie zresztą jak obiekt uniwersytecki, z którym była połączona). W związku z tym w latach 1817–1837 zadania cerkwi akademickiej przejęła parafialna cerkiew św. Jerzego, w której od 1820 istniał ołtarz św. Tatiany. W 1832 car Mikołaj I nabył na potrzeby Uniwersytetu Moskiewskiego dawną posiadłość Paszkowów na ul. Mochowej, zaś w latach 1833–1836 według projektu J. Tiurina przebudowano znajdującą się w niej rezydencję na budynek uniwersytecki z audytorium, biblioteką i cerkwią św. Tatiany w prawym skrzydle. Obiekt ten poświęcił 12 września roku następnego metropolita moskiewski Filaret.
Cerkiew pozostawała czynna do 1918, gdy bolszewicka Rada Komisarzy Ludowych wydała dekret o oddzieleniu państwa i Kościoła, czego konsekwencją był dekret ludowego komisariatu oświaty o likwidacji akademickich cerkwi. Odrzucona została prośba 175 parafian o zarejestrowanie cerkwi św. Tatiany jako zwykłej świątyni parafialnej. W 1919 w obiekcie urządzono czytelnię wydziału prawa, z frontonu budynku usunięto ikonę i cerkiewnosłowiański napis informujący o sakralnym przeznaczeniu, zastępując go hasłem „Nauka – pracującym”. Elementy wyposażenia uznane za cenne przekazano do Wydziału Muzealnego ludowego komisariatu oświaty, pozostałe utensylia trafiły do cerkwi św. Jerzego. W 1922 czytelnia opuściła budowlę i dawna cerkiew została zaadaptowana na klub. W 1958 obiekt stał się siedzibą studenckiego teatru.
Pierwsze nabożeństwo po latach przerwy odbyło się w świątyni w 1991, gdy patriarcha moskiewski i całej Rusi Aleksy II służył w budynku molebień i akafist do św. Tatiany. W 1993 Rada Naukowa Uniwersytetu Moskiewskiego podjęła decyzję o odnowieniu świątyni akademickiej. Między majem 1994 a styczniem 1995 trwał konflikt o przyszłość budynku między zwolennikami ponownego otwarcia cerkwi i teatrem akademickim, który zajmował obiekt od 1958. Ostatecznie w kwietniu 1995 w świątyni odbyła się pierwsza po latach Święta Liturgia, zaś 6 maja ustawiono na niej krzyż. W 2000 poświęcona została dolna cerkiew św. Filareta, rok później na fasadzie budynku ponownie wykonano pierwotny napis „Światło Chrystusa oświeca wszystkich”, zaś w 2004 patriarcha Aleksy II wyświęcił główny ołtarz. Stale prowadzone były prace konserwatorskie i dekoracyjne przywracające budowli wygląd sprzed rewolucji październikowej.
31 sierpnia 2012 r. ukazem patriarchy moskiewskiego i całej Rusi Cyryla proboszczem parafii przy cerkwi św. Tatiany został mianowany Władimir Wigilanski, który obecnie jest także spowiednikiem prokremlowskiego kanału Cargrad TV.